# Filipendulion
Filipendulion er en gruppe af plantesamfund, som er knyttet til høslet- og græsningsenge på fugtig, næringsrig bund.

## Klassificering
- Klasse: Molinio-Arrhenatheretea (Samfund på høslæt- og græsningsenge)
  - Orden: Molinietalia caeruleae (karakterart: almindelig blåtop)
    - Samfund: Molinion caeruleae
    - Samfund: Filipendulion
    - Samfund: Cnidion dubii
    - Samfund: Juncion acutiflori
    - Samfund: Calthion

  - Orden: Arrhenatheretalia (karakterart: almindelig draphavre)
    - Samfund: Arrhenatherion elatioris
    - Samfund: Polygono-Trisetion
    - Samfund: Cynosurion
    - Samfund: Poion alpinae

## Karakterplanter
Den følgende liste viser nogle af de arter, som er karakteristiske for denne gruppe af plantesamfund.
| - Achillea cartilaginea - Almindelig Jakobsstige - Almindelig Kattehale - Almindelig Mjødurt - Gul Frøstjerne - Hyldebladet Baldrian - Hypericum quadrangulum | - Kær-Galtetand - Langbladet Ærenpris - Læge-Baldrian - Prikbladet Fredløs - Spydbladet Skjolddrager - Strand-Vortemælk - Valeriana procurrens |